# Герб Звягельського району
Герб Звя́гельського райо́ну — офіційний символ Звягельського району Житомирської області, затверджений рішенням Звягельської районної ради від 17.08.2001.

## Опис герба
Герб Звягельського району має форму прямокутного з півколом в основі щита, у золотому полі зелена вертикальна смуга, ширина якої становить 1/2 ширини щита, із зображенням золотої квітки рододендрона жовтого (азалії понтійської).
Символічне значення квітки рододендрона — втілення ідеї невмирущості краю, витривалості та стійкості.